# Massat
Massat – miejscowość i gmina we Francji, w regionie Oksytania, w departamencie Ariège.
Według danych na rok 1990 gminę zamieszkiwały 624 osoby, a gęstość zaludnienia wynosiła 14 osób/km² (wśród 3020 gmin regionu Midi-Pyrénées Massat plasuje się na 507. miejscu pod względem liczby ludności, natomiast pod względem powierzchni na miejscu 125.).